# Majdan Zahorodyński
Majdan Zahorodyński – wieś w Polsce położona w województwie lubelskim, w powiecie chełmskim, w gminie Siedliszcze.
| SIMC    | Nazwa         | Rodzaj    |
| ------- | ------------- | --------- |
| 0107689 | Aleksandrówka | część wsi |
| 0107695 | Dębowce       | część wsi |
| 0107703 | Lipówki       | część wsi |
| 0107710 | Polskie Budy  | część wsi |
| 0107726 | Zajamie       | część wsi |

W latach 1975–1998 miejscowość administracyjnie należała do województwa chełmskiego. 
Wieś jest sołectwem w gminie Siedliszcze. Według Narodowego Spisu Powszechnego (III 2011 r.) liczyła 327 mieszkańców i była szóstą co do wielkości miejscowością gminy Siedliszcze.
Na terenie wsi znajduje się zbiornik wodny, od 11 listopada 2010 noszący imię Edwarda Wojtasa. Obok miejscowości przepływa niewielka rzeka Mogielnica, dopływ Wieprza.